# 中国人民解放军琼崖纵队
中国人民解放军琼崖纵队，是曾经中国人民解放军位于海南岛的一支游击队武装。
该部自1927年9月成立以来，作为中国共产党的武装力量在海南岛盤踞达23年，期间该部于第一次国共内战、抗日战争和第二次国共内战中多次與其他武裝作戰，共產黨讚揚其“二十三年红旗不倒”。最终在海南岛战役中與中国人民解放军配合共同佔領海南島。

## 历史

### 第一次国共内战

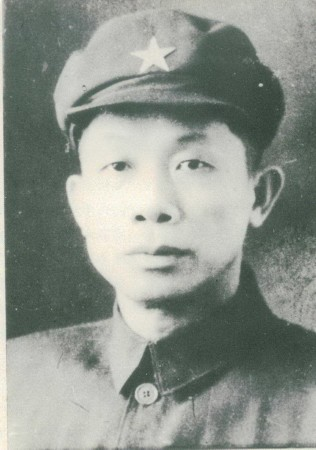
冯白驹，广东琼山人（今海南省海口市琼山区），琼崖纵队23年历史最主要的指挥者与领导者

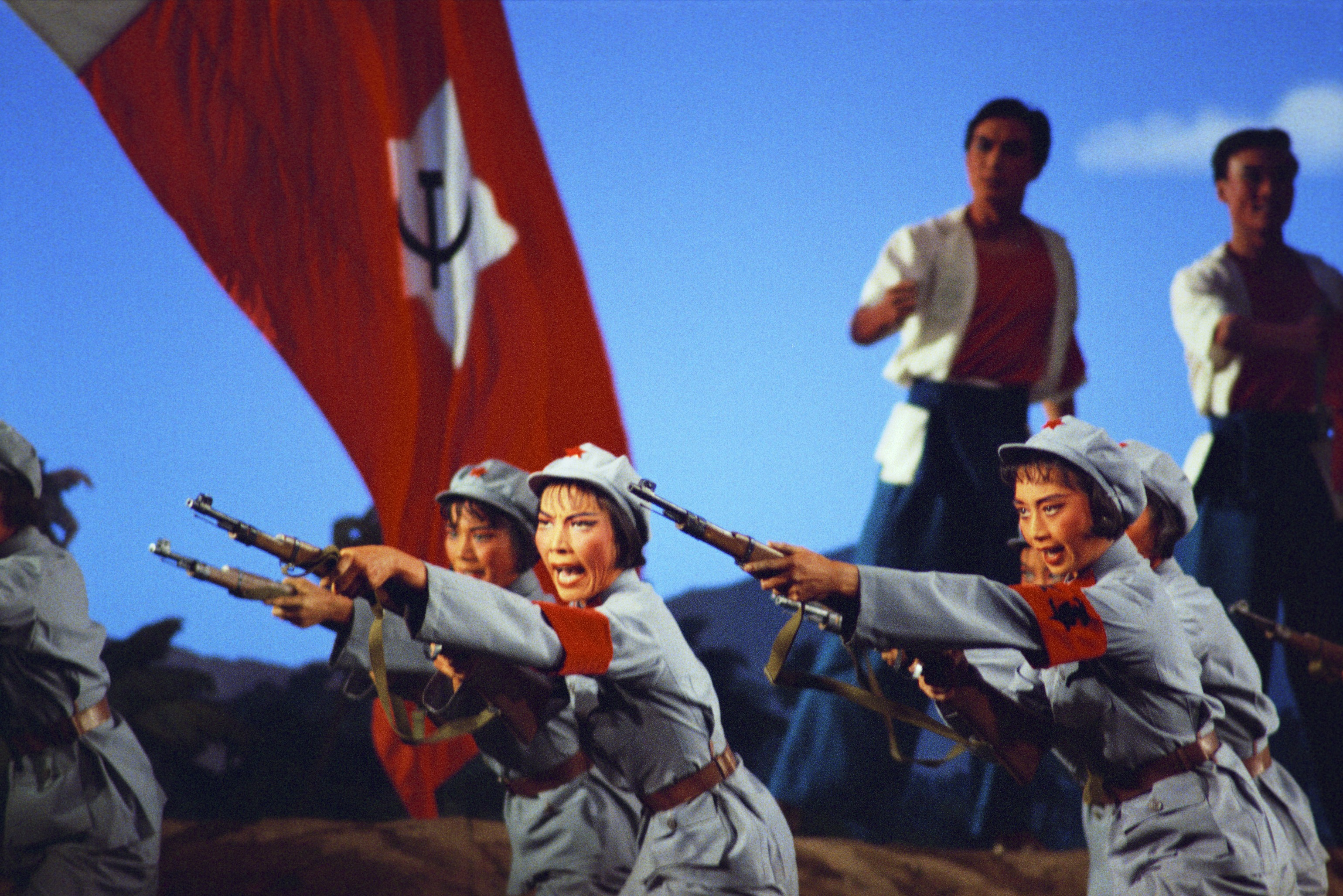
样板戏《红色娘子军》于1972年的演出，该样板戏以琼崖红军第二独立师第三团女子特务连为原型

1927年9月23日，南昌起义一个多月后，中共琼崖特委组织了起义，进行了椰子寨战斗，开始全琼总暴动，成立琼崖讨逆革命军，这一天被认定为琼崖纵队的诞生日。在1927至1937年间，该部还曾使用过琼崖工农革命军、琼崖工农红军、琼崖工农红军游击队司令部等番号，但具体番号更改的日期现已不可考。
自椰子寨战斗前，讨逆革命军共有11路军700余人。至1928年发展至1,400余人。为此，国民政府部署国民革命军4,000余人抵琼，分三路“围剿”讨逆军。至1928年底，讨逆军的第一次反“围剿”斗争受挫，中共在琼崖的斗争转入低潮。但中共广东省委仍然指示琼崖特委“以城市工作为中心”，对此，琼崖苏维埃政府主席王文明持保留态度，为打开新局面，他顶住压力，率领琼崖苏维埃政府机关和琼崖红军部队向母瑞山转移，开辟革命根据地，保留琼崖革命火种，但王文明于1930年积劳成疾病逝，冯白驹自此接过琼崖武装斗争的最高领导职位。1929年8月，中共琼崖特委召开的内洞山会议重新确立与毛泽东所部红军一致的“农村包围城市”的革命道路。此后，琼崖红军再次发展壮大。到1931年底，琼崖红军发展到2,000多人，掀起了第二次土地革命高潮。
此外，1931年，琼崖工农红军第二独立师第三团女子特务连成立，这是一支由百名女性组成的分队，有红色娘子军的美誉。她们因同名样板戏与电影而在中国大陆名声大噪。
1932年，国民政府对琼崖红军进行了第二次围剿，人数处于劣势的琼崖红军再次反围剿失败并陷入低谷。1933年初，琼崖红军几块主要根据地先后被国民革命军攻破，红军独立师事实上解体，各级中共党组织和苏维埃政权均遭到严重破坏，通讯联络和交通被打断，琼崖中共党组织失去了与中共中央和中共广东省委的联系，琼崖红军斗争进入空前艰苦时期。琼崖党政机关干部和红军指战员100多人，在特委书记冯白驹的带领下，再次转战母瑞山密林深处，在“大地为床、星月为灯、树叶为被、野菜充饥”的极端恶劣环境中，躲过了国民革命军长达8个月的搜山围剿，没有一人叛变也没有一人逃跑，最后仅剩包括冯白驹在内的25人成功突围，这25人返回琼文地区，继续发动群众，开展反抗国民政府的游击战争。

### 抗日战争
1938年12月5日，根据第二次国共合作所达成的协议，琼崖红军接受国民政府改编，番号为广东民众抗日自卫团第十四区独立队，队长冯白驹。独立队于同日在琼山县云龙墟举行改编暨誓师抗日大会，辖3个中队和1个特务小队，有300多人。1939年2月，日军入侵海南岛，独立队奋起反抗，在琼山县潭口指挥了阻击日军的战斗，打响了琼崖抗战的第一枪，但因武器简陋，寡不敌众，独立队很快便撤入海南岛中部山区，重新开始了游击作战。
之后，挫败日军与日本傀儡军琼崖自卫军多次“扫荡”和“蚕食”，取得了琼山罗刘桥、罗板铺伏击战，海口长林桥袭击战等战斗的胜利，先后开辟琼文、美合、白沙等根据地。1942年到1943年，日军连同傀儡军琼崖自卫军对抗日根据地进行大规模“蚕食”“扫荡”，琼崖纵队在与中共中央中断电讯联系的情况下，实施“坚持内线，挺出外线”的作战方针，扩大抗日根据地。
1944年秋，中共将其改编为广东省琼崖抗日游击队独立纵队，司令员兼政治委员为冯白驹。
1945年9月29日，琼崖纵队在缴获的报纸上获得了日本投降的消息。此时琼崖纵队已经占领了海南岛近五分之三的地区，队伍发展到7,000人。抗战中，琼崖抗日独立纵队对日军、“伪军”作战2,200余次，毙、伤、俘敌5,800余人，占领了海南岛五分之三的地区，治下人口达100万以上。

### 第二次国共内战
1945年9月，抗日战争结束后，国民政府派遣国民革命军第46军进驻海南岛开始清剿琼崖纵队，军长韩练成（实为中共地下党，有“隐形将军”之称）以国军第46军军长身份兼任海南岛防卫司令官、行政院接收委员会主任委员等职，集海南党、政、军权于一身，暗中执行周恩来的指示，保护琼崖纵队。但由于在指挥进攻琼崖纵队的作战中手段过于逼真，琼崖纵队上下，尤其是司令员冯白驹，普遍不相信韩练成是地下党。琼崖纵队随即于1946年1月设计袭击坐火车外出视察的韩练成，韩练成本人受伤。即使在建国后，冯白驹仍然长期对韩练成抱有成见，直到周恩来主动调解二人才和解。
1946年1月，受中共中央南方局委派，广东省粤北区委宣传部部长黄康返回海南岛工作，携带电台，帮助琼崖纵队与中共中央重新建立了联系。
根据中央军委指示和中共琼崖第五次代表大会决议，1947年10月，琼崖独立纵队在白沙县红毛乡召开首次代表大会。会议按照中央军委的命令，将琼崖独立纵队命名为中国人民解放军琼崖纵队，正式纳入中国人民解放军编制序列，但仍然以游击战为主要作战方式。
1948年秋和1949年春、夏，琼崖纵队在冯白驹的组织指挥下，以其劣势兵力和装备，对优势兵力和装备的国民党部隊，发动秋、春、夏季三次攻势作战，歼灭中华民国国军4,100余人，缴获迫击炮20余门，掷弹筒、枪榴筒60余具，重机枪10余挺，轻机枪140余挺，长短枪1800余支，以及一大批军用物资；攻克据点110余处，接管了海南岛的广大农村和圩镇，使琼崖纵队控制区扩大到全岛三分之二的地区，总人口达150万以上。
1949年2月，琼崖纵队调集6个团的兵力发起春季攻势，历时3个月，攻占新州、昌化、感恩3个县城和石碌矿山、广坝电站等20个乡镇。6月，琼崖纵队集中9个团的兵力，发起夏季攻势。由于国军大批撤到海南岛，形势发生变化，攻势终止。三大攻势共歼灭国军4,500多人，攻占了23个城镇，琼崖纵队迅速发展至1.6万余人。

#### 海南岛战役

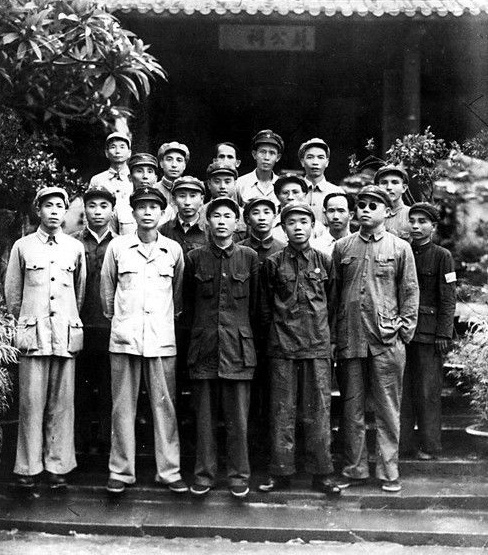
1950年5月10日，参与海南岛战役的解放军主要指挥员于琼山苏公祠留影。其中琼崖纵队的指挥员有
第一排：冯白驹（左二）
第三排：符荣鼎（左一）、黄康（左三）、符振中（左四）
第四排：马白山(左三）、吴克之（左四）

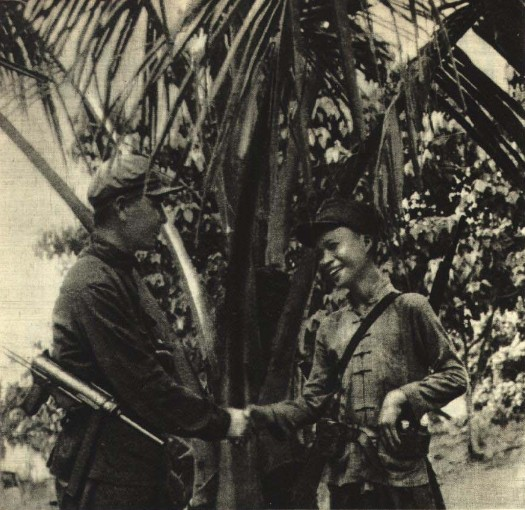
琼崖纵队士兵（右）与第四野战军士兵在琼山县会师，可见琼崖纵队此时仍没有制式军服

至1950年初，中華民國政府除台湾省以外所完整控制的省級行政區僅剩下海南特別行政區。中国人民解放军占领广东省后，国军部隊撤到海南岛约有10万人，中华民国海军第三舰队司令部也设在岛上。此时的海南岛上，有冯白驹领导的琼崖纵队仍在坚持和国军进行战斗，本来冯白驹认为凭借岛上琼崖纵队的兵力，足以击败岛上国军，占领海南岛。但随着国军败退到海南岛上的兵力日益增多，此计划已经不可能成功。冯白驹遂向中共中央请求派主力部队和琼崖纵队里应外合，攻占海南岛。此时海南岛上的国军在薛岳的指挥下构筑“伯陵防线”，同时加紧围剿五指山中的琼崖纵队。而中国人民解放军则部署了第四野战军精锐的第40军（“旋风部队”）与第43军负责海南岛的进攻。
1950年2月1日至2月2日，广东军区暨十五兵团在广州召开渡海作战会议，琼崖纵队副司令员马白山、参谋长符振中通过偷渡前往广州与会。会议确立了海南岛战役的基本作战方针，琼崖纵队负责接应登岛的第十五兵团部队。此时琼崖纵队辖第1、第3、第5总队及独立支队，共有兵力超过2.5万人，以五指山为中心建立了根据地，成立了琼崖人民政府。1949年同华南分局、华南军区已建立了无线电台联系，琼崖纵队代表在会议上表示将积极准备配合大军渡海，接应上岸。
1950年3月5日19时30分，40军118师352团1营799人，乘坐14艘船，在118师参谋长苟在松、352团团长罗继福率领下，琼纵司令部侦察科长郭壮强协助下，从徐闻县灯楼角起航，开始偷渡海南岛。琼纵政治部副主任陈青山到琼纵第一总队加强指挥，带一部电台和渡海部队直接联系。第一总队总队长陈求光、副总队长辜汉东、副政委林明，决定由辜汉东率领第七团在澄迈活动，第八团和第九团负责接应。船队航至半途，海风停了，偷渡部队在靠人力划船的情况下，经过19个小时的航行，3月6日中午最终从儋县以西白马井西南登岛，并和琼崖纵队接应人员会合。
1950年3月10日13时，第43军128师383团加强营，增加配属了一个92步兵炮连、一个侦察连、一个警卫连，共计1,007人，在团长徐芳春的率领和琼崖纵队干部林栋的协助下，携带无线电台，分乘21艘快速帆船，从雷州半岛的硇州岛起渡，预定次日早八时前在赤水港至铜鼓岭一带海岸登陆。琼崖纵队琼文独立团接应。文北县委动员沿海各区、乡党政组织，全力接应渡海大军。
1950年4月16日19时30分，解放军40军和43军起航开始进攻海南岛。40军118师353团两个营、354团，119师355团、356团、357团，120师358团等6个团（欠一个营）共18,700人，在40军军长韩先楚、副军长解方的率领，琼崖纵队参谋长符振中的协助下，分乘三百多只帆船，在雷州半岛的灯楼角一线海岸起渡；4月17日凌晨3时许，40军119师和118师先头船队先后在临高角一带抢滩；此前琼崖纵队第一总队和40军先期上岛部队向临高角一带海岸的守军发起攻击，相继攻占了高山岭的国军炮阵地和美夏、昌拱、东英等据点，为解放军渡海部队大举登陆开辟了登陆场，与40军主力部队在海边会合。119师副师长黄长轩在率领部队向国军纵深推进的战斗中阵亡。6时左右，40军全部登陆。位于加来的中华民国陆军第64军出动了两个团，从美台方向出击登陆场，被琼崖纵队第一总队七团第三营阻击，至12时也未能突破阻击。
随后，琼崖纵队跟随中国人民解放军主力部队发起了美亭决战等行动，完全占领了海南岛。

### 改编
1950年7月，琼崖纵队改编成中国人民解放军海南军区，隶属中南军区。

## 评价
琼崖纵队及其前身自1927年成立以来，长期与中共中央断绝联系，坚持武装反抗国民政府与日本侵略军，仅凭自身力量在海南岛上渡过数次接近覆灭的危机，使得中国共产党一直得以在海南岛上维持军事存在且颇有战果。中国共产党党史给予了琼崖纵队高度正面的评价，认为其为“孤岛奋战二十三年红旗不倒的典范”。
许多观点认为，正是长期战斗于且对海南岛各项情况均颇为熟悉的琼崖纵队的接应与协助，中国人民解放军得以避免重蹈金门战役的覆辙，在解放军军史上规模最大的两栖登陆战——海南岛战役中取得决定性胜利，从根本上杜绝了海南岛成为第二个台湾的可能性。

## 影视作品
- 纪录片《琼崖纵队》，由中央广播电视总台中文国际频道出品，共五集
- 电视剧《天涯浴血》，由唐国强导演，廉赛、何强等人主演的28集电视连续剧

### 书籍
- 琼崖武装斗争史办公室, , 广州: 广东人民出版社, 1986
- 张正隆, , 北京: 人民出版社, 2008, ISBN 978-7-01-007294-4
- 张正隆, , 北京: 解放军出版社, 2000, ISBN 9787506538718